# حزب ارمنستان شکوفا
حزب ارمنستان شکوفا (ارمنی: [Բարգավաճ Հայաստան կուսակցություն, Bargavatch Hayastan kusaktsut’yun] Error: {{Lang}}: متن دارای نشانه‌گذاری ایتالیک است (راهنما)) یکی از احزاب کشور ارمنستان است که در ۳۰ آوریل ۲۰۰۴ توسط گاگیک تساروکیان بنیانگذاری شده‌است و رهبری این حزب را هم‌اکنون نایرا ظهرابیان برعهده دارد.
حزبی متشکل از مجموعه ای از فعالان سیاسی است که از نزدیکان سیاسی روبرت کوچاریان رئیس‌جمهور پیشین ارمنستان هستند. گاگیک تساروکیان، رهبر این حزب، یکی از سرمایه داران بزرگ ارمنستان است که رئیس فدراسیون المپیک ارمنستان نیز هست. وی به منزلهٔ فردی خیر در ارمنستان شهرت دارد.